# Assimi Goïta
Đại tá Assimi Goita (sinh năm 9 11 1983) là một sĩ quan quân đội Malian và là lãnh đạo của Ủy ban Cứu quốc của Nhân dân, một quân đội đã giành chính quyền từ tay cựu Tổng thống Ibrahim Boubacar Keïta trong cuộc đảo chính Malian năm 2020.

## Tiểu sử
Assimi Goïta sinh năm 1983. Là con trai của một sĩ quan thuộc Lực lượng vũ trang Mali, anh được đào tạo trong các học viện quân sự của Mali và đáng chú ý là đã theo học tại Prytanée militaire de Kati và Trường quân sự liên hợp vũ khí ở Koulikoro.
Goïta từng là Đại tá trong Tiểu đoàn Lực lượng Đặc nhiệm Tự trị, đơn vị đặc nhiệm của Lực lượng Vũ trang Mali. Anh đứng đầu lực lượng đặc biệt Mali ở trung tâm đất nước với cấp bậc đại tá. Do đó, anh phải đối mặt với cuộc nổi dậy mang tính tôn giáo ở Mali. Goïta giữ vai trò lãnh đạo của Ủy ban Cứu quốc Nhân dân, một nhóm phiến quân đã cam kết tiến hành các cuộc bầu cử mới để thay thế Ibrahim Boubacar Keïta.
Goïta được đào tạo từ Hoa Kỳ, Pháp và Đức, và có kinh nghiệm làm việc với Lực lượng Đặc biệt của Quân đội Hoa Kỳ.